# Jicchak Herzog
Jicchak Herzog, Icchak Herzog, Izaak Herzog (hebr. יצחק הרצוג; ur. 22 września 1960 w Tel Awiwie) – izraelski polityk i prawnik. W 2005 minister budownictwa i mieszkalnictwa, w latach 2006–2007 minister turystyki, w latach 2007–2009 minister ds. Diaspory i walki z antysemityzmem, w latach 2007–2011 minister opieki społecznej. W latach 2013–2017 przewodniczący Izraelskiej Partii Pracy, w latach 2014–2018 przewodniczący Unii Syjonistycznej, w latach 2003–2018 poseł do Knesetu, w czerwcu 2021 wybrany na prezydenta Izraela.

## Życiorys
Jest synem byłego prezydenta Izraela, Chaima Herzoga i jego żony Aury. Urodził się w Tel Awiwie. Studiował prawo na Uniwersytecie Telawiwskim i Cornella.
W 1999 roku został wybrany do Knesetu z listy Partii Pracy, był sekretarzem rządu Ehuda Baraka do 2001. W 1999 roku był zamieszany w aferę tzw. Amutot Barak – skandal z podejrzeniami o naruszenie prawa o finansowaniu partii. Jednak prokurator generalny umorzył śledztwo przeciwko Herzogowi z powodu braku dowodów.

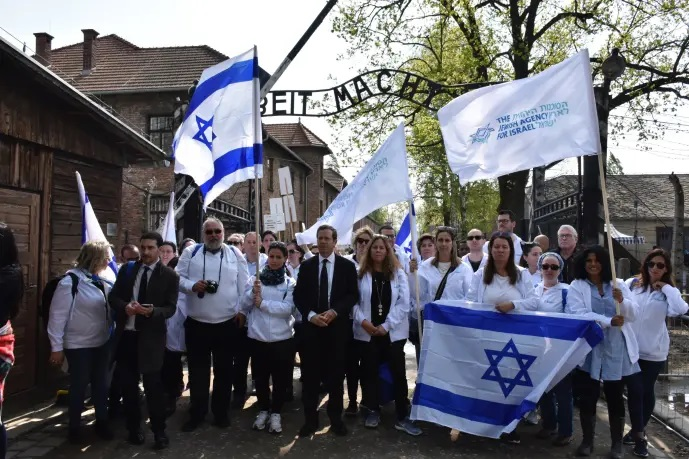
Jicchak Herzog w Auschwitz-Birkenau (Marsz Żywych)

W latach 2000–2003 był prezesem Izraelskiego Urzędu Antynarkotykowego. Znalazł się w Knesecie również po wyborach w 2003 roku i został ministrem budownictwa w gabinecie koalicyjnym Ariela Szarona, do którego weszła również Partia Pracy. 23 listopada 2005 zrezygnował ze stanowiska rządowego wraz z innymi kolegami partyjnymi. Po wyborach w 2006 roku (był nr 2 na liście partyjnej), od 4 maja 2006 do 21 marca 2007 był ministrem turystyki.
Po wyborach w 2009 roku, w wyniku których lider Likudu Binjamin Netanjahu utworzył koalicję rządową, Herzog wszedł 31 marca 2009 w skład gabinetu jako minister opieki społecznej.
Był prezesem Izraelsko-Australijskiego Stowarzyszenia Parlamentarnego.
W czerwcu 2018 został wybrany na przewodniczącego Agencji Żydowskiej. 31 lipca 2018 zrezygnował z zasiadania w parlamencie, mandat po nim objął Robert Tiwjajew.
2 czerwca 2021 został wybrany przez Kneset na prezydenta Izraela. Urząd rozpoczął 7 lipca 2021. W sierpniu jego starszy brat Micha’el został ambasadorem w Stanach Zjednoczonych